# سوسک چوب کشتی
سوسک‌های چوب کشتی (نام علمی: Lymexylidae) نام یک تیره از فروراستهٔ سوسک‌های گیاه‌خوار است.